# Fattore di Chan-Paton
In fisica teorica, il  fattore di Chan-Paton è un indice con molti valori associati con gli estremi di una stringa aperta. Una stringa aperta può essere interpretata come un "tubo di flusso" collegato ad un quark ad un estremo e al suo corrispondente antiquark all'altro estremo. I fattori di Chan-Paton permettono di considerare una generica trasformazione della stringa come un tensore con un gruppo di gauge le cui cariche sono relative agli estremi delle stringhe.
Dopo la seconda rivoluzione delle superstringhe del 1995, i fattori di Chan-Paton vengono interpretati come le "etichette" che servono a collegare le stringhe e le diverse D-brane, nel senso che se si prendono, ad esempio, due D-brane, si possono immaginare delle stringhe aperte che colleghino le due brane e i fattori di Chan-Paton servono proprio per identificare le stringhe che colleghino queste D-brane.

## Le D-brane
Le D-brane, nella fisica teorica, sono una particolare classe di oggetti estesi su cui sono collocate le stringhe aperte (oppure più in generale le p-brane) e su cui esse si muovano con condizioni al contorno di Dirichlet.
Queste entità matematiche rivestono una notevole importanza nel campo della teoria delle stringhe, dal momento che il concetto di stringa aperta ha molti punti in comune con la nozione di D-brana.
Le D-brane vengono solitamente classificate per la loro dimensione, che è indicata da un numero scritto dopo la D: una D0-brana rappresenta un punto, una D1-brana (chiamata anche D-stringa) una linea, una D2 brana un piano, una D25-brana rappresenta un possibile spazio previsto dalla teoria delle stringhe.

## Fattori di Chan-Paton e la Teorie di Gauge

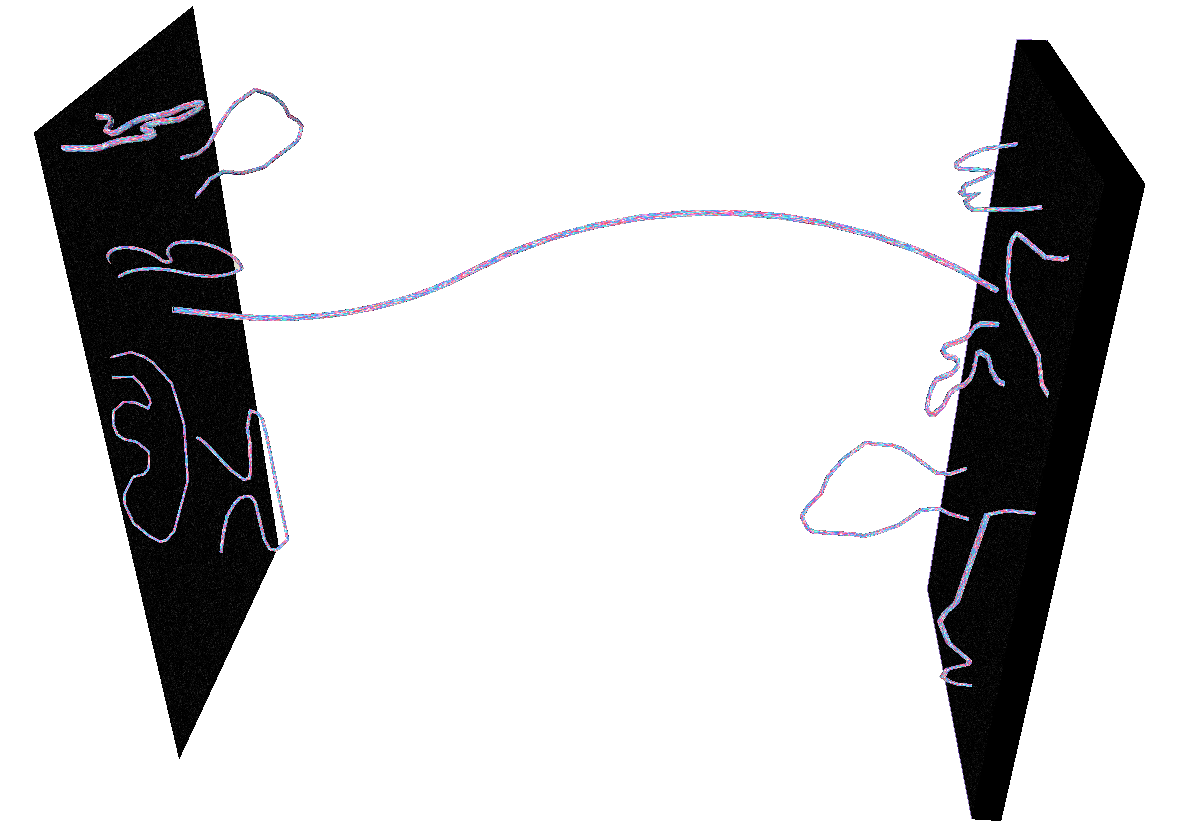
Una D2-brana e una D3-brana collegate da una stringa.

La disposizione di un certo numero di D-brane determina gli stati in cui possono esistere le stringhe: prese per esempio due D2-brane parallele fra loro, si possono immaginare facilmente stringhe aperte che colleghino le due brane; in questo caso, le stringhe permesse non possono che ricadere in due precise categorie: quelle che 'partono' dalla brana 1 e arrivano alla seconda e quelle che partendo dalla brana 2 si legano alla prima. In simboli matematici, ci troviamo di fronte ai settori {\displaystyle [1\ 2]} e {\displaystyle [2\ 1]}; ovviamente una stringa può anche iniziare e terminare sulla stessa brana, costituendo i settori {\displaystyle [1\ 1]} e {\displaystyle [2\ 2]} i numeri nelle parentesi sono detti fattori di Chan-Paton, ma in questo caso servono semplicemente ad identificare diverse brane.
Le stringhe appartenenti ai settori {\displaystyle [1\ 2]} e {\displaystyle [2\ 1]} hanno una lunghezza minima: non possono essere più corte della distanza che separa le due brane. Ogni stringa possiede una tensione intrinseca, alla quale ci si deve opporre per allungare questi oggetti: occorre cioè compiere un lavoro e in definitiva fornire energia alla stringa. Per la teoria della relatività speciale di Einstein, fornire energia ad una stringe significa aumentarne la massa (attraverso l'equazione {\displaystyle E=mc^{2}}). La distanza fra le due brane determina quindi in ultima analisi anche la massa minima che le stringhe aperte devono possedere.
In aggiunta a ciò, fissare le estremità di una stringa a una D-brana influenza il modo in cui la stringa può muoversi o vibrare. Dal momento che le particelle nella teoria delle stringhe non sono altro che differenti modalità di vibrazione delle stringhe, la disposizione delle D-brane determina il tipo di particelle presenti. Il caso più semplice è senza dubbio il settore {\displaystyle [1\ 1]} incontrato precedentemente, considerando una Dp-brana con p dimensioni: come conseguenza dell'azione di Nambu-Goto (applicando le regole della meccanica quantistica alle stringhe), si ritrova, nell'insieme delle particelle teoricamente prodotte dalle vibrazioni delle stringhe, il fotone, il quanto fondamentale dell'elettromagnetismo. Si è costruita insomma una  versione in p-dimensioni delle equazioni elettromagnetiche di Maxwell. 
In questo senso, la teoria delle stringhe predice l'elettromagnetismo; dal momento che non possono esistere stringhe aperte senza una D-brana associata, si può dire che ogni D-brana implichi un campo elettromagnetico.
Altre particelle emergono dalle vibrazioni delle stringhe che iniziano e terminano sulla stessa D-brana: molte sono particelle senza massa, proprio come il fotone, dette particelle scalari senza massa; una Dp-brana in uno spazio a d dimensioni (ovviamente con d > p) genererà esattamente d - p particelle scalari (senza la polarizzazione tipica dei fotoni); si può osservare come questo numero di particelle scalari sia uguale al numero di dimensioni perpendicolari alla D-brana.
La geometria della brana è strettamente legata alla teoria quantistica dei campi delle particelle esistenti sulla brana: le particelle scalari sono infatti eccitazioni di Goldstone della brana, ovvero differenti modi in cui la simmetria dello spazio vuoto può essere rotta. Una D-brana in un universo vuoto rompe la simmetria tra le direzioni dello spazio, dal momento che assegna particolare importanza a ciascuna delle d - p dimensioni perpendicolari alla brana.
La versione quantistica dell'elettromagnetismo è un esempio di teoria di gauge, in particolare una teoria di gauge U(1) dove il gruppo di gauge è costituito da matrici di ordine 1. Le D-brane possono essere utilizzate per generare teorie di gauge di ordine superiore, come mostra l'esempio che segue:
Consideriamo un insieme di N Dp-brane, per semplicità parallele fra loro; le brane sono chiamate 1, 2,..., N. Le stringhe aperte di questo esempio possono assumere diverse conformazioni (possono appartenere a diversi settori, vedi sopra): possono iniziare e terminare sulla stessa brana i, assegnandole un campo elettromagnetico di Maxwell e un certo numero di particelle scalari prive di massa; possono anche collegare una brana i ad un'altra brana j. Vale la pena chiedersi se qualche settore di stringhe può interagire con un altro e se sì, quali: un meccanismo intuitivo di interazione fra stringhe è quello che vede due stringhe con una estremità in comune (o, visto nell'altro senso, quello che vede una stringa dividersi in due stringhe figlie). Dal momento che le estremità delle stringhe sono costrette a giacere su una D-brana, è evidente che una stringa del tipo {\displaystyle [1\ 2]} potrà interagire con una {\displaystyle [2\ 3]}, ma non con {\displaystyle [3\ 4]} o {\displaystyle [4\ 17]}. La massa di queste stringhe dipenderà dal grado di separazione tra le brane; per semplicità, possiamo immaginare di avvicinare sempre più due brane, fino a quando non risulteranno sovrapposte: se le consideriamo ancora come oggetti distinti, avremo gli stessi settori considerati in precedenza, senza però l'effetto della separazione delle brane.
Lo stato di particella senza massa generata da stringhe aperte in un sistema di N D-brane genera un insieme di campi quantistici che corrisponde esattamente a una teoria di gauge U(N) (la teoria delle stringhe in realtà contiene altre interazioni, le quali sono però rilevabili solo ad altissime energie).
In conclusione, le teorie di gauge non sono state introdotte partendo dal concetto di stringhe, tuttavia queste ultime costituiscono un utile strumento che permette di spiegare tali teorie, indipendentemente dal fatto che rappresentino o meno la "teoria del tutto".